# Plikatol C
Plikatol C je jedan od tri fenantrena koji se mogu izolovati iz stabljika orhideja Flickingeria fimbriata.

## Spoljašnje veze
- Plicatol C at kanaya.naist.jp/knapsack_jsp